# Lejre (municipio)
El municipio de Lejre es un municipio (kommune) de Dinamarca, dentro de la región administrativa de Selandia. Tiene un área de 240,07 km² y una población de 26 887 habitantes en el año 2012. Su capital y mayor localidad es Kirke Hvalsø.
Se localiza en el centro de la isla de Selandia y colinda al norte con el Isefjord, la península de Hornsherred y el fiordo de Roskilde. Sus municipios vecinos son Holbæk al oeste, Frederikssund al norte, Roskilde al este y Køge y Ringsted al sur.
El municipio actual fue creado en 2007 a partir de la fusión de los antiguos municipios de Bramsnæs, Hvalsø y Lejre, fundados todos en 1970. El nuevo municipio adoptó el nombre de Lejre, pero su capital fue fijada en Hvalsø.

## Localidades
En las estimaciones de 2012, el municipio de Lejre cuenta con 18 localidades urbanas (byer), en las que en conjunto residen 20 483 habitantes. Un total de 6374 personas viven en localidades rurales (localidades con menos de 200 habitantes) y 30 personas no cuentan con residencia fija.
| Localidades más pobladas de Lejre |                |                  |
| Nº                                | Localidad      | Población (2012) |
| 1                                 | Kirke Hvalsø   | 3992             |
| 2                                 | Lejre          | 2387             |
| 3                                 | Osted          | 2118             |
| 4                                 | Kirke Hyllinge | 2014             |
| 5                                 | Ejby           | 1853             |
| 6                                 | Gevninge       | 1695             |
| 7                                 | Kirke Såby     | 1691             |
| 8                                 | Kirke Sonnerup | 973              |
| 9                                 | Gershøj        | 666              |
| 10                                | Lyndby         | 549              |